# Al-Muqtadi

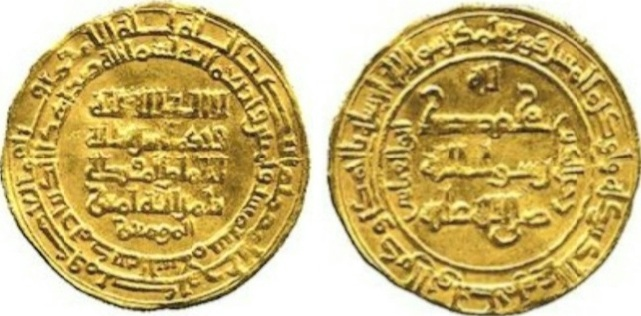
Denar med inskription av kalifen

Al-Muqtadi, död 1094, var abbasidernas 27:e kalif. Han var regerade kalif i Abbasidkalifatet mellan 1075 och 1094. 